# Eppelborn
Eppelborn – miejscowość i gmina w zachodnich Niemczech, w środkowej części kraju związkowego Saara, w powiecie Neunkirchen.

## Geografia
Gmina leży nad rzeką Ill. Eppelborn spiera się z miastem Lebach o geograficzny środek kraju związkowego.
Gmina ma powierzchnię 47 km², zamieszkuje ją 17 164 osób (2010).
Eppelborn położone jest ok. 20 km na północny zachód od Saarbrücken, ok. 170 km na południe od Kolonii i ok. 65 km na wschód od Luksemburga.

## Dzielnice
W skład gminy wchodzi osiem dzielnic: 
- Bubach-Calmesweiler
- Dirmingen
- Eppelborn
- Habach
- Hierscheid
- Humes
- Macherbach
- Wiesbach

## Historia
Okolice Eppelborn zostały zasiedlone już w czasach rzymskich, wskazują na to wykopaliska. Pierwsze wzmianki o miejscowości datowane są na 1235. Dzisiejsze dzielnice również zostały założono w XIII wieku: Hierscheid (1200), Wiesbach (1208) i Dirmingen (1281). Dzielnice dzisiejszej gminy należały na przestrzeni wieków do Lotaryngii, księstwa Nassau-Saarbrücken, księstwa Pfalz-Zweibrücken, Francji, elektorów Rzeszy i arcybiskupów Trewiru.
Po rewolucji francuskiej z gminy Eppelborn i sąsiednich Bubach, Calmesweiler, Macherbach i Habach stworzono wspólnotę (Bürgermeisterei), również gminy Dirmingen, Berschweiler, Hierscheid, Humes i Wiesbach połączyły się w taką samą jednostkę. W wyniku kongresu wiedeńskiego okoliczne tereny znalazły się w Prusach i należały do powiatu Ottweiler, w Nadrenii.
W 1822 powołano do życia dystrykt Eppelborn (Amtsbezirk), w skład którego wchodziły dzielnice dzisiejszej gminy jak i gminy Aschbach, Berschweiler, Dörsdorf, Steinbach i Thalexweiler. Dzisiejsza gmina została utworzona 1 stycznia 1974 w wyniku reformy administracyjnej..

## Polityka

### Wójtowie
- od reformy administracyjnej w 1974 do 1984: Karl Eckert (CDU)
- 1984 – obecnie: Fritz-Hermann Lutz (CDU)

### Rada gminy
Rada gminy składa się z 33 członków:
|      | CDU | SPD | Razem |
| 2004 | 20  | 13  | 33    |

### Współpraca
Eppelborn posiada trzy miejscowości partnerskie:
- Finsterwalde, Brandenburgia. Pierwsze kontakty między leżącym w nieistniejącym już okręgiem Chociebuż (NRD) mieście Finsterwalde a gminą Eppelborn pojawiły się w 1987. Oficjalnie akt o partnerstwie zatwierdzono 17 lipca 1988 w Eppelborn i 22 września 1988 w Finsterwalde. Po zjednoczeniu Niemiec podpisano nowe partnerstwo 14 grudnia 1991 w Eppelborn i 13 czerwca 1992 w Finsterwalde.
- Kefar Tawor, Izrael. Kontakty między izraelskim Kfar Tavor a Eppelborn i całym powiatem Neuenkirchen zapoczątkowano w 1987. Oficjalnie partnerstwo zawiązało się 20 marca 1988 w Kfar Tavor i 18 kwietnia 1990 w mieście Neunkirchen.
- Outreau, Francja. Partnerstwo między miejscowościami podpisano 15 lipca 1989 w Outreau i 27 października 1989 w Eppelborn.

## Zabytki i atrakcje
Bubach-Calmesweiler
- zamek Buseck, wybudowany w 1735, restaurowany w latach 1779 i 1884
- katolicki kościół parafialny pw. św. Wawrzyńca (St. Laurentius), z 1927-1928 według projektów Ludwig Beckera i Antona Falkowskiego
- młyn z XVIII/XIX w.

Dirmingen
- kościół ewangelicki, wybudowany w 1746 według projektu Friedricha Joachima Stengela, wyposażenie z XIX w., rozbudowany w 1973 przez Rudolfa Krügera
- plebania z 1750
- katolicki kościół parafialny, wybudowany w latach 1948-1950 według projektów Dominikusa Böhma
- gospodarstwo przy Illinger Straße 22 z 1862
- gospodarstwo przy Verbindungsweg 6, z 1829

Eppelborn
- katolicki kościół parafialny pw. św. Sebastiana (St. Sebastian), wybudowany na przełomie XVIII i XIX w., główna fasada pochodzi z 1916 i jest autorstwa Ernsta Branda
- plebania z początku XIX w.
- budynek mieszkalno-handlowy przy Kirchplatz 3, z XIX w.
- budynek mieszkalny przy Kirchplatz 3a, z 1920-1930
- budynek mieszkalny przy Koßmannstraße 2, z 1930-1940, według projektu Alwisa Kleina
- kalilca Chrystusowa

Habach
- gospodarstwo przy Eppelborner Straße 12, z 19 XIX w., sklepienie piwnicy

Hierscheid
- kaplica pw. św. Magdaleny (St. Magdalena)

Humes
- katolicki kościół parafialny pw. Wniebowstąpienia NMP (Maria Himmelfahrt), wybudowany w latach 1896-1897 według projektu Lamberta von Fisennea
- cmentarz, zabytkowe nagrobki z początku XX w.
- gospodarstwo przy In der Humes 32, z 1850
- budynek Zum Hirtenbrunnen przy Schulstraße 13, wybudowany w 1890, dawna szkoła

Macherbach
- kaplica pw. św. Józefa (St. Josef)

Wiesbach
- katolicki kościół parafialny pw. św. Augustyna (St. Augustinus) z 1843-1844 (projekt: Josef Lerch), wieża pochodzi z 1735
- kaplica Wallenborn z 1796
- budynek mieszkalny przy Augustinusstraße 33, z 1850
- budynek mieszkalny przy Wendalinusstraße 8, z 1815
- gospodarstwo przy Hauptstraße 157, z 1852
- krzyż przydrożny przy Eiweilerstraße 16, z 1895
- krzyż przydrożny przy Wendalinusstraße 2
- Dni Figurek Teatralnych, Eppelborn
- Wystawa Jaj Wielkanocnych, Wiesbach

### Muzea
W Eppelborn znajdują się trzy muzea:
- w dawnej żeńskiej szkole zawodowej powstało Muzeum Jeana Lurçata. Posiada ono prawie wszystkie dzieła francuskiego twórcy ze wszystkich okresów twórczości
- Muzeum Krajoznawcze (Heimatmuseum)prezentuje XIX i XX-wieczne eksponaty z regionu
- w dzielnicy Habach gospodarstwo zostało przebudowane na muzeum. Jest tu udokumentowane jak żyła ludność wiejska w XIX w.

## Infrastruktura

### Komunikacja
Przez gminę przebiega autostrada A1 (zjazd 141 Eppelborn), swój początek ma tu również na skrzyżowaniu z drogą krajową B269 droga B10.
Na terenie gminy znajdują się dwie stacje kolejowe:
- Eppelborn
- Dirmingen

Na obydwóch stacjach zatrzymują się jedynie pociągi Regionalbahn.

### Oświata
Szkoły podstawowe zlokalizowane są w dzielnicach: Eppelborn, Bubach-Calmesweiler, Dirmingen i Wiesbach. W Eppelborn i Wiesbach dodatkowo znajdują się dobrowolne szkoły całodzienne. Na terenie gminy znajduje się również szkoła (Realschule) Eppelborn oraz w Dirmingen  Rothenbergschule, prywatna szkoła dla upośledzonych umysłowo.
Przedszkola działają w dzielnicach Eppelborn, Bubach-Calmesweiler, Hierscheid, Dirmingen (dwa), Humes i Wiesbach.

## Osoby

### urodzone w Eppelborn
- Amand von Buseck, (ur. 2 lutego 1685, zm. 4 grudnia 1756), biskup Fuldy
- Bartholomäus Koßmann, (ur. 2 października 1883, zm. 9 sierpnia 1952), polityk ( )  Politiker (Zentrum, CVP), członek Reichstagu i Landtagu, minister landu (1924-1935)
- Gaby Schäfer, (ur. 28 lutego 1957), polityk (CDU), członek Landtagu, sekretarz stanu
- Hans Georg Wagner, (ur. 26 listopada 1938), polityk (SPD), członek Bundestagu i Landtagu

### związane z gminą
- Peter Müller (ur. 25 września 1955 w Illingen), polityk (CDU), premier Saary od 1999, mieszka w Eppelborn